# Léon Le Goaesbe de Bellée
Léon Sébastien Guy Le Goaesbe de Bellée (1844-1891) est un peintre et graveur français.

## Biographie

### Formation
Léon Le Goaesbe de Bellée est né à Ploërmel en 1844. Il appartient à une famille de la noblesse, il est châtelain de Rochefort.
Il s'est formé auprès d'Antoine-Alphonse Montfort et d'Emmanuel Lansyer, il expose pour la première fois au Salon de Paris en 1870, présentant deux paysages peints, un lavis et dix eaux-fortes, inspirés de la Bretagne.

### Expositions au Salon de 1870 à 1891
Il expose au Salon régulièrement depuis cette date, jusqu'à son décès. Il envoie des toiles qui représentent les pâturages et les moulins, les troupeaux paissant devant l'océan, les forêts où serpentent des rivières, les paysages de neige et de chevreuils. Son travail témoigne d'une excellente maîtrise de la représentation de la lumière dans les paysages, et un éloge de la nature, presque un recueillement.
Cet artiste a produit de nombreux paysages champêtres et maritimes, peints et gravés. Certains sont inspirés de sa Bretagne natale, mais aussi de la Normandie, de la forêt de Compiègne, et du Nord de la France. Il possédait d'ailleurs un atelier au Francport, lieu-dit de la commune de Choisy-au-Bac, dans l'Oise.
Il signe la plupart de ses compositions « Léon de Bellée ». Il fut membre de la Société des artistes français et de la Société des peintres-graveurs français.

### Voyage en Laponie
Avec Alfred Koechlin-Schwartz, il entreprend un voyage en Laponie en 1881 qui lui inspire une série de peintures (Salon de 1882).

### Illustrateur
Il a illustré plusieurs recueils du poète André Lemoyne. Il a produit douze eaux-fortes pour illustrer Les charmeuses (avec Augustin Feyen-Perrin, 1870) et de nombreux dessins pour Légendes des bois et chansons marines (1881). Il a aussi produit des gravures pour la revue L'Art et L'Artiste.
En 1880, le fils du comte Maximilien Sébastien Auguste Foy lui commande une série de panneaux décoratifs.

### Mort
Il meurt le 4 mai 1891 à Paris. Le 22 avril 1894 a lieu la vente de son atelier au Francport.

## Œuvre

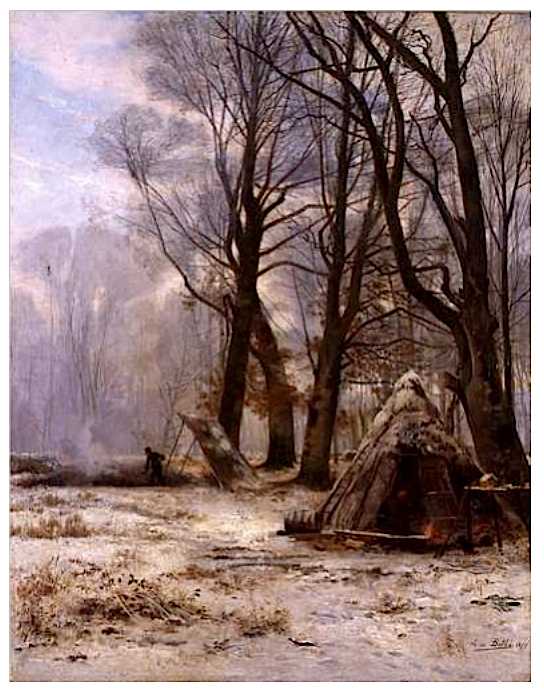
En forêt, le givre, huile sur toile, 1879.

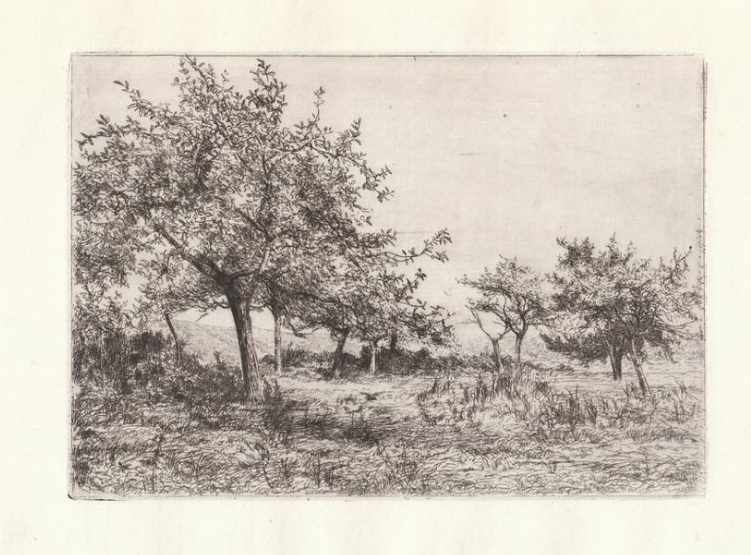
Paysage normand, eau-forte, 1871.

### Collections publiques
- Compiègne, Musée Antoine-Vivenel :
  - Un village en Bretagne, huile sur toile, s.d[8].
  - Paysage, huile sur toile, s.d[9].
  - Rochers au bord de la mer en Bretagne, huile sur toile, s.d[10].
  - Lande bretonne au bord de la mer, huile sur toile, s.d[11].
  - Champ au bord de la mer, huile sur toile, s.d[12].
- Los Angeles, LACMA, série de gravures[13].
- Nantes : Un étang à Sacy-le-Grand[4].
- Mulhouse : le musée de l'impression sur étoffes abrite l'ensemble des œuvres conçues lors de son voyage en Laponie en 1881[4].
- Paris, département des arts graphiques du musée du Louvre, série de dessins et lavis
- Rennes, musée des Beaux-Arts de Rennes, Le Printemps, environs d'Amiens, huile sur toile, 1891[14].

#### En forêt, le givre (1879)
Il s'agit d'une huile sur toile réalisée en 1879 et achetée par l’État la même année. Le tableau représente des charbonniers, travailleurs semi-itinérants, dans une forêt couverte de givre. Depuis 2017, l’œuvre est conservée au Musée des Beaux-Arts de Vannes (La Cohue). Elle a été restaurée en 2006. Le Musée de Vannes a également exposé l’œuvre Les aiguilles de Port-Coton à Belle-Île réalisée vers 1874.